# Lehrte
Lehrte est une ville ferroviaire dans le Land de Basse-Saxe en Allemagne, une commune de la région de Hanovre.

## Géographie
Lehrte se trouve dans la plaine d'Allemagne du Nord, à 15 km à l'est de Hanovre, capitale de la Basse-Saxe.
La gare de Lehrte est depuis le milieu du XIXe siècle un important nœud ferroviaire, avec des embranchements vers Hanovre, Hildesheim, Hambourg et Berlin. En 1998, la LGV Hanovre - Berlin via Lehrte est mise en service. La gare possède un raccordement direct avec le réseau de la S-Bahn de Hanovre.
La Bundesautobahn 2 (Ruhr–Berlin) et la Bundesautobahn 7 se croisent à l'ouest de la ville. De plus, la Bundesstraße 443 (Burgdorf-Sehnde) traverse Lehrte en direction nord-sud et rencontre la Bundesstraße 65 (Hanovre-Peine). 

### Quartiers
En plus du centre-ville, le territoire communal comprend 10 localités :
| - Ahlten - Aligse - Arpke - Hämelerwald | - Immensen - Kolshorn - Röddensen - Sievershausen | - Steinwedel - Altwarmbüchener Moor |

## Histoire
Le lieu de Lehrte, dans le duché de Saxe, apparaît pour la première fois dans un document officiel en 1147 ; plus tard, il appartenait au duché de Brunswick-Lunebourg sous le règne de la seconde maison Welf. C'était alors un village de paysans insignifiant. Jusqu'en 1352, les habitants devaient aller à l'église dans le village de Steinwedel — qui est maintenant un quartier de Lehrte — avant qu'à cette date la Nikolauskirche soit construite.
C'est seulement à partir de 1843 que Lehrte devient plus important, avec la construction de la ligne ferroviaire Hanovre-Lehrte, qui sera prolongée dans les années suivantes vers Celle, Hildesheim et Berlin. Au début de la construction de la ligne ferroviaire, le village comptait 755 habitants, 60 ans plus tard environ dix fois plus. En 1898, Lehrte reçoit le droit de porter le titre de ville (cf. Privilège urbain).
Avec le train, l'industrie s'installa dans la ville.

## Jumelages
| Ville | Ville         | Pays | Pays           | Période     |
| ----- | ------------- | ---- | -------------- | ----------- |
|       | Johannesbourg |      | Afrique du Sud |             |
|       | Mönsterås     |      | Suède          | depuis 1970 |
|       | Staßfurt      |      | Allemagne      | depuis 1988 |
|       | Trzcianka     |      | Pologne        | depuis 1995 |
|       | Vanves        |      | France         | depuis 1963 |
|       | Ypres         |      | Belgique       | depuis 1960 |

## Personnalités liées à la commune
- Lukas Rieger (né en 1999), auteur-compositeur-interprète.